# Isa Mustafa
Isa Mustafa ([ɪˈsɑ mʉsˈtɑfä]; nacido el 15 de mayo de 1951 en Prapaštica, RFS Yugoslavia) es un político kosovar, presidente de la Liga Democrática de Kosovo (LDK). Mustafa fue primer ministro de la República de Kosovo[a]de 2014 a 2017 y fue alcalde de Pristina de diciembre del 2007 hasta diciembre del 2013.

## Primeros años
Nació en el pueblo de Prapashtica, en las tierras altas de Gollak de Pristina, Kosovo el 15 de mayo de 1951, de padres albaneses. Finalizó sus estudios primarios y secundarios en su ciudad natal, y asistió a la Universidad de Pristina en la Facultad de Economía, donde obtuvo el grado de maestría y un doctorado. En 1974,  comenzó su trabajo profesional, como profesor en la misma universidad.

## Carrera política
Comenzó su carrera política en los años ochenta, cuándo ejerció la jefatura del gobierno municipal de Pristina, de 1984 hasta 1988. 
En los años noventa, cuando Yugoslavia empezó a disgregarse, Mustafa fue el ministro de Economía y Finanzas del gobierno de la República de Kosovo, en el exilio, al mando de Bujar Bukoshi. Durante ese tiempo, se emitió una orden de arresto a Mustafa por parte de Yugoslavia – el cual no llegó a ser internacional, haciendo posible su trabajo en Europa Occidental. Mustafa no solicitó ningún asilo político, y fue capaz de regresar a Kosovo en cualquier momento si lo necesitaba.
Después del fin de la guerra de Kosovo en 1999,  regresó a su tierra natal, pero regresó a la política sólo en 2006 como Alto consejero político del entonces Presidente de Kosovo, Fatmir Sejdiu.
En diciembre del 2007,  ejerció como alcalde  de Pristina en las elecciones locales, batiendo al vicepresidente del Partido Democrático de Kosovo (PDK) y uno de los ex-comandantes del Ejército de Liberación de Kosovo (UÇK), Fatmir Limaj. Ganó por segunda vez la alcaldía de Pristina, en noviembre del 2009.
El 7 de noviembre de 2010, se convirtió en el dirigente de la Liga Democrática de Kosovo, combatiendo ante Fatmir Sejdiu en las elecciones de jefatura del partido por 235 votos a 124 votos.
El 1 de diciembre de 2013,  perdió la reelección al puesto de alcalde de Pristina, en la que quedó bastante trastornado, ante el político Shpend Ahmeti. El malestar fue especialmente dramático como sucedió en lo que se había sido históricamente conocida como el bastión de la Liga Democrática de Kosovo.
El 8 de diciembre de 2014, se convirtió en el primer ministro de Kosovo en una coalición con el Partido Democrático de Kosovo. Con un doctorado en economía, afirmó que su gobierno estará centrado en el desarrollo económico del país.
Mientras dirigía la Asamblea de Kosovo el 22 de septiembre de 2015 en un acuerdo con Serbia en autonomía para las minorías étnicas serbias en Kosovo y otro acuerdo que definía la frontera entre Kosovo y Montenegro, Mustafa recibió una ''lluvia de huevos'' por parte de legisladores opositores a la asamblea. Más tarde continuó su trabajo mientras era protegido por sus guardaespaldas.

## Gobierno
| Posición                               | Cartera                                      | Nombre              | Partido |
| -------------------------------------- | -------------------------------------------- | ------------------- | ------- |
| Primer ministro                        | -                                            | Isa Mustafa         | LDK     |
| Vice primer ministro y ministro        | Relaciones Exteriores                        | Hashim Thaçi        | PDK     |
| Primer ministro de diputado y ministro | Cultura, Juventud y Deportes                 | Kujtim Shala        | LDK     |
| Primer ministro de diputado            | Ninguna Carpeta                              | Branimir Stojanović | Srpska  |
| Ministro                               | Justicia                                     | Hajredin Kuçi       | PDK     |
| Ministro                               | Administración y Autogobierno local          | Ljubomir Marić      | Srpska  |
| Ministro                               | Comunidades y Regresos                       | Dalibor Jevtić      | Srpska  |
| Ministro                               | Administración pública                       | Mahir Yağcılar      | KDTP    |
| Ministro                               | Educación, Ciencia y Tecnología              | Arsim Bajrami       | PDK     |
| Ministro                               | Finanzas                                     | Avdullah Hoti       | LDK     |
| Ministro                               | Diáspora                                     | Valon Murati        | LB      |
| Ministro                               | Agricultura, Silvicultura y Desarrollo Rural | Memli Krasniqi      | PDK     |
| Ministro                               | Integración europea                          | Bekim Çollaku       | PDK     |
| Ministro                               | Desarrollo económico                         | Blerand Stavileci   | PDK     |
| Ministro                               | Entorno y Planificación Espacial             | Ferid Agani         | PD      |
| Ministro                               | Asuntos internos                             | Skënder Hyseni      | LDK     |
| Ministro                               | Infraestructura                              | Lutfi Zharku        | LDK     |
| Ministro                               | Comercio e Industria                         | Hikmete Bajrami     | LDK     |
| Ministro                               | Salud                                        | Imet Rrahmani       | LDK     |
| Ministro                               | Bienestar laboral y Social                   | Arban Abrashi       | LDK     |
| Ministro                               | Fuerza de Seguridad                          | Haki Demolli        | LDK     |
| Ministro                               | Ninguna Carpeta                              | Edita Tahiri        | ADK     |
| Ministro                               | Ninguna Carpeta                              | Rasim Demiri        | Vakat   |

## Vida privada
Mustafa está casado con Qevsere Mustafa y tiene tres hijos, dos hijos y una hija.